# Tareg Hamedi
Tareg Ali Hamedi (en árabe: طارق حامدي‎) (Jubail, Arabia Saudí, 26 de julio de 1998) es un luchador de kárate saudita que consiguió la medalla de plata en los Juegos Olímpicos de Tokio 2020 en la modalidad de kumite de más de 75kg, tras ser descalificado en la final a la contra Sajjad Ganjzadeh al que dejó noqueado con una patada, y posteriormente fue descalificado por el jurado.

## Palmarés olímpico
| Juegos Olímpicos | Juegos Olímpicos | Juegos Olímpicos | Juegos Olímpicos |
| Año              | Lugar            | Medalla          | Categoría        |
| ---------------- | ---------------- | ---------------- | ---------------- |
| 2021             | Tokio ( Japón)   | Medalla de plata | Kumite +75kg     |